# Bryophryne hanssaueri

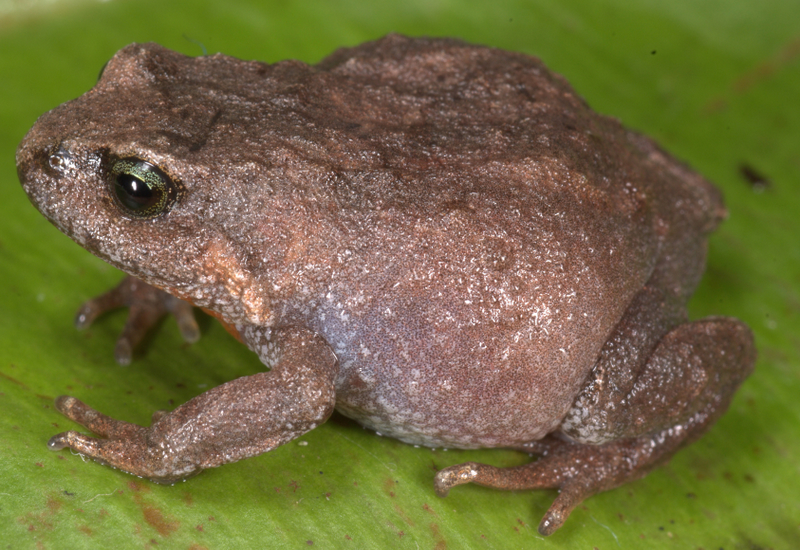
Bryophryne hanssaueri, Holotypus
Weibchen, lateral

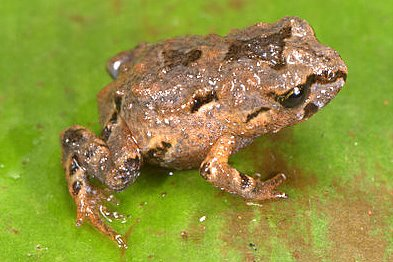
Bryophryne hanssaueri, Jungtier

Bryophryne hanssaueri ist eine in Peru vorkommende Froschlurchart aus der Familie Strabomantidae. Das Artepitheton wurde zu Ehren des Deutschen Hans Sauer aufgrund seiner Sponsorentätigkeit für die Organisation BIOPAT festgelegt.

## Merkmale
Beim Holotypus von Bryophryne hanssaueri wurde eine Kopf-Rumpf-Länge (SVL) von 22,7 Millimetern gemessen. Die SVL-Bandbreite bei den Weibchen schwankt zwischen 18,1 und 24,6, bei den Männchen zwischen 12,3 und 18,0 Millimetern. Der Rücken hat eine graubraune Farbe und ist mit vielen kleinen warzenartigen verstreuten Höckern versehen, die Flanken sind etwas heller. Der Kopf ist schmaler als der Körper, die Schnauze kurz und rund. Arttypisch ist die farbige Kehle, die bei den Weibchen orange und bei den Männchen bräunlich bis rotorange gefärbt ist. Auch im Hüftbereich heben sich einige orange Flecke ab. Der Bauch ist weißgrau und graubraun gefleckt. Die relativ kurzen Extremitäten sind blassgrau und leicht bräunlich marmoriert. Bei den Männchen fehlen Brunstschwielen und Schallblase. Jungtiere zeigen an Kopf und Körper deutliche dunkelbraune Flecke und Streifen. Die Iris schimmert grünlich bis golden.

## Verbreitung und Lebensraum
Die Art wurde bisher nur in einem kleinen Gebiet im Nationalpark Manú in Peru östlich von Cusco am Ostabhang der Anden in Höhen zwischen 3100 und 3700 Metern nachgewiesen. Sie lebt dort bevorzugt in der Puna-Vegetation.

## Lebensweise und Entwicklung
Über die Lebensweise von Bryophryne hanssaueri ist noch wenig bekannt. So wird vermutet, dass die auffällige Farbe der Kehle entweder der innerartlichen Kommunikation oder zur Abschreckung potentieller Fressfeinde dient. Nach der Begattung legt das Weibchen etwa 20 Eier, die einen Durchmesser von 4,2 bis 4,8 Millimeter haben und versteckt diese in feuchtem Moos. Dort durchlaufen sie eine direkte Entwicklung an Land ohne ein Kaulquappenstadium im Wasser zu absolvieren. Die Verwandlung bis hin zum fertigen Jungfrosch findet somit innerhalb des Eies statt.

## Gefährdung
Obwohl die Art bisher nur in einem sehr kleinen Gebiet von 28,8 km² im Nationalpark Manú gefunden wurde, ist die Art nicht akut gefährdet, da im Nationalpark keine negativen Veränderungen, beispielsweise durch Urbarmachung von Lebensraum zu erwarten sind. Sie wird demzufolge von der Weltnaturschutzorganisation IUCN als  (least concern = nicht gefährdet) eingestuft. Der Einfluss von Klimaveränderungen bedarf weiterer Untersuchungen.

## Trivia
Aufgrund der markanten Färbung der Kehle bezeichnet BIOPAT die Art zuweilen als „Quakendes Rotkehlchen“.